# Cultura do Botswana
Cultura do Botswana Além de ser usado para se referir à segunda língua mais falada pelos habitantes, setswana é o termo usado para descrever as ricas tradições culturais do batswana - seja interpretado como membros dos grupos étnicos Setswana ou de todos os cidadãos do Botswana.

## Literatura
A literatura do Botswana tem como principais representantes:
- Galesiti Baruti
- Caitlin Davies (nascido na Grã-Bretanha)
- Unity Dow
- Bessie Head (nascido na África do Sul)
- Moteane Melamu
- Barolong Seboni (poeta)
- Andrew Sesinyi
- Mositi Torontle

Bessie Head é tido como o mais importante escritor do país. Nasceu na África do Sul mas teve que fugir de sua pátria devido ao regime do apartheid. Viveu em Botswana de 1964 (quando ainda era o protetorado de Bechuanalândia) até 1986, quando morreu aos 49 anos. Morou em Serowe e seus livros mais famosos são: When rain clouds gather, Maru e A question of power.
Botswana é o cenário de vários livros populares de mistério escritos por Alexander McCall Smith. Seu protagonista, Precious Ratmotswe, vive na capital Gaborone.
Unity Dow (nascida em 1959) é uma juíza, ativista dos direitos humanos e uma escritora em Botswana. Como advogada, lutou pelos direitos das mulheres. Seus livros, em geral, falam sobre a pobreza e outros problemas de sua nação.

## Artesanato
No norte de Botswana, mulheres das vilas de Etsha e de Gumare são famosas pelo artesanato que desenvolvem. Elas fazem cestas coloridas, em diversos tamanhos e para diversas finalidades. Tal atividade tem ganhado notoriedade e as cestas são cada vez mais produzidas para o uso comercial.
Outra atividade artística reconhecida é a cerâmica produzida em Thamaga, sudoeste de Botswana.
As mais antigas pinturas rupestres encontradas no país e na África do Sul, mais precisamente no deserto de Kalahari, mostram imagens de animais e caçadores e datam de 20.000 anos atrás.